# Francisca Herrera Garrido
Francisca Herrera Garrido (La Corogne, 6 mars 1869 - La Corogne, 4 novembre 1950),  est une écrivaine et poète régionaliste galicien. Elle a écrit  en castillan et en galicien. 

## Biographie
Née à La Coruña à une riche famille galicien, elle a vécu en Madrid pendant la plus grande partie de sa vie.  Elle a écrit en galicien, principalement, elle a également  écrit aussi en castillan. Une contemporaine de Sofía Casanova, c’était Rosalía de Castro qui a servi de modèle littéraire à Herrera Garrido. Elle était conservatrice et antiféministe. Herrera Garrido était "une de les premières femmes qui a publier littérature narrative en galicien". Elle a été la première femme élue membre permanent de l'Académie royale galicienne, et a été honorée lors de la Journée des lettres galiciennes en 1987.

## Œuvres
En galicien:
- Sorrisas e bágoas (poème ; Madrid, 1913).
- Almas de muller...¡volallas n'a luz! (poème ; A Corunha, 1915).
- Frores do noso paxareco (poème  ¡Terra a Nosa! no 11, A Corunha, 1919).
- Néveda (roman, 1920).
- A neta de naipera (roman; revista Nós, 20 de agosto de 1921).
- A ialma de Mingos (roman; Editorial Céltiga, 1922).
- Martes de Antroido (roman; Lar (Galicia), 1925; portada de Camilo Díaz Baliño).
- A muller galega (essai; Nós, 15 de agosto de 1925; escrito em Oleiros ou 28 de marzo de 1916).

En castillan:
- Pepiña (roman, Editorial Marineda, Madrid, 1922).
- Réproba (roman, 1925).
- Familia de lobos: la novela del obrero (roman, 1928).